# Ригун Сергій Миколайович
Ригун Сергі́й Микола́йович — старший лейтенант Міністерства внутрішніх справ України.

## З життєпису
В правоохоронних органах з 1997 року.
В ніч на 2 березня 2014 року невідомі розстріляли міліціонерів на КПП «Биківня», загинули Сергій Ригун, Олександр Куліковський та Ігор Мазур.
Вдома залишилися мати, дружина Анжела, 16-літній син Леонід та дворічна донька Софія.

## Нагороди
21 серпня 2014 року — за особисту мужність і героїзм, виявлені у захисті державного суверенітету та територіальної цілісності України, вірність військовій присязі під час російсько-української війни, відзначений — нагороджений орденом «За мужність» III ступеня (посмертно).